# Tamlyn Tomita
Tamlyn Naomi Tomita (Okinawa, 27 de janeiro de 1966) é uma atriz e cantora nipo-americana, que já apareceu em muitos filmes de Hollywood e séries de televisão, como The Good Doctor.

## Biografia
Tomita nasceu em Okinawa, filha de Shiro e Asako Tomita. Seu pai era um nipo-americano que foi internado em Manzanar, Califórnia, durante parte da Segunda Guerra Mundial, e depois se tornou um policial de Los Angeles, subindo para o posto de sargento e ajudando a formar a primeira força-tarefa asiática nesse departamento.

## Filmografia
- 1986: The Karate Kid, Part II
- 1987: Hawaiian Dream
- 1990: Vietnam, Texas
- 1990: Come See The Paradise
- 1993: The Joy Luck Club
- 1994: Picture Bride
- 1995: Requiem
- 1995: Four Rooms
- 1996: The Killing Jar
- 1997: Touch
- 1997: Hundred Percent
- 1998: Soundman
- 1999: Life Tastes Good
- 1999: The Last Man on Planet Earth
- 2002: Gaijin 2 - Ama-me como sou
- 2003: Robot Stories
- 2004: The Day After Tomorrow
- 2005: Only the Brave
- 2005: True Love & Mimosa Tea
- 2006: Peace
- 2006:  "My Life... Disoriented"
- 2008: The Eye
- 2008: Finding Madison
- 2009: The Mikado Project
- 2009: Why Am I Doing This?
- 2010: Tekken
- 2015: Zoo

## Outros trabalhos
- 2002: 007: Nightfire (jogo do James Bond) como Makiko Hayashi
- 2013-2015, 2017: Teen Wolf como Noshiko Yukimura, mãe de Kira Yukimura
- 2021: Cobra Kai como Kumiko (Participação Especial)